# Pentakosiomedimnoi
Pentakosiomedimnoi (gr. Πεντακοσιομέδιμνοι, pl. pięćsetmedymnowcy) – najwyższa klasa społeczna w Atenach, utworzona w ramach reform ateńskiego polityka Solona. Zaliczali się do niej ci spośród obywateli Aten, których dochód przekraczał pięćset medymnów zboża. Członkowie grupy uzyskiwali także prawo do ubiegania się o urząd archonta. Reforma spowodowała przejście Aten od ustroju arystokratycznego do oligarchicznego. Powodem tego był stan majątkowy obywateli nie zaliczających się do arystokracji oraz stan majątkowy samych arystokratów. Niewielka ich grupa przekroczyła limit pięciuset medymnów, przez co najlepsi, czyli arystokraci utracili wcześniejszą pozycję na rzecz bogatszych obywateli Aten.